# Chris Benoit
Chris Benoit, właśc. Christopher Michael Benoit (ur. 21 maja 1967 w Montrealu, zm. 24 czerwca 2007 w Fayetteville) – kanadyjski wrestler.
Walczył w: Extreme Championship Wrestling, World Championship Wrestling, World Wrestling Entertainment, a także w japońskim New Japan Pro Wrestling. W swojej karierze trzydzieści dwa razy zdobywał tytuły mistrzowskie. Posiadał pięciokrotnie pas United States, dwukrotnie WCW i trzykrotnie WWE. Był także jednym z trzech zawodników posiadających jednocześnie tytuł World Heavyweight Championship (WWE) i federacjach WWE i WCW. 
24 czerwca 2007 Chris Benoit popełnił samobójstwo, poprzedzone zabójstwem żony i syna. Po tym incydencie federacja WWE zmieniła swoją politykę antydopingową.

## Kariera wrestlerska

### Lata 80.
Przez całe życie był fanem wrestlingu. Jego idolem z młodości był Thomas Wilton Billington – brytyjski wrestler znany pod imieniem ringowym Dynamite Kid. Trenował w Hart Dungeon, a karierę wrestlerską zaczął w grudniu 1985 od pracy dla organizacji Stampede Wrestling. 
Jego pierwszym profesjonalnym pojedynkiem była walka tag teamowa, w której wraz z Rickiem Pattersonem zmierzył się z Karlem Moffatem i Mikiem Hammerem. 
W marcu 1986 roku wraz z Benem Bassarabem pokonał Roya Farrisa i Rona Starra, w związku z czym wygrali mistrzostwa Stampede Wrestling International Tag Team Championship. Benoit wygrał owe mistrzostwa jeszcze 3 razy (w 1986 wraz z Keithem Hartem, w 1988 wraz z Lance’em Idolem i w 1989 wraz z Biffem Wellingtonem), zaś raz je przegrał (walcząc u boku Keitha Harta z Dukiem Myersem i Kerrym Brownem).
Czterokrotnie dzierżył również tytuł British Commonwealth Mid-Heavyweight Championship.
Niedługo później zaczął trenować w New Japan Dojo i walczyć w New Japan Pro Wrestling (NJPW). Pracę dla Stampede Wrestling zakończył w 1989; wtedy również przeniósł się do Japonii i ograniczył swoją działalność wrestlerską do walk w NJPW. W związku z tym skończył występować pod swym realnym imieniem – zaczął walczyć w masce, używając pseudonimu Pegasus Kid.

### Lata 90.
W 1990 wygrał IWGP Junior Heavyweight Championship pokonując Ligera, zaś rok później przegrał walkę typu Mask vs. Mask z tym samym wrestlerem, przez co stracił zdobyty wcześniej tytuł. Od tamtego czasu był znany pod pseudonimem Wild Pegasus (ang. Dziki Pegaz).
W latach 1991-1994 walczył w meksykańskich organizacjach Universal Wrestling Association i EMLL. Pokonał wówczas Vilano III.
W 1991 i 1992 wziął udział w kilku walkach w WCW.
W czerwcu 1992 roku, walcząc u boku Biffa Wellingtona, przegrał walkę tag teamową z Jushinem Ligerem i Brianem Pillmanem.
W 1993 i 1995 roku wygrał mistrzostwa Best of the Super Juniors, zaś w 1994 wygrał pierwszą edycję Super J-Cup pokonując Eddiego Guerrero w 2. rundzie i Great Sasuke w finale.
W 1994 na stałe przeniósł się do USA i dołączył do ECW, jednocześnie wciąż należąc do NJPW. W 1995 wraz z Deanem Malenko pokonał Taza i Sabu. Pod koniec tego samego roku dołączył do WCW.

### Lata 2000.
W 2001 roku na gali Royal Rumble wygrał tytuł mistrzowski WWE Intercontinental Championship. W 2002 roku wziął udział w gali No Mercy. 29 lutego 2002 roku pokonał Roba Van Dama, dzięki czemu po raz czwarty (i ostatni) zdobył tytuł Intercontinental Championship. W 2003 i 2004 roku ponownie zawalczył na Royal Rumble, w 2004 roku je wygrał. Później wziął udział również w WrestleManii, w 2007 roku na gali WrestleMania 23 obronił WWE United States Championship przeciwko Montelowi Vontaviousowi Porterowi.
Karierę wrestlerską Benoita zakończyła w 2007 roku jego samobójcza śmierć. Sekcja zwłok wykazała znaczne uszkodzenia mózgu, który był rzekomo w podobnym stanie jak mózg 80-latka z chorobą Alzheimera. Wg hipotezy w momencie śmierci cierpiał na encefalopatię bokserską.

## Przebieg wydarzeń zbrodni
Według oficjalnej wersji policji jako pierwsza już dwa dni przed mężem zginęła Nancy Benoit. W piątek 22 czerwca miała ona zostać uduszona przez Chrisa w sypialni na piętrze. Po zamordowaniu żony Kanadyjczyk miał związać jej kończyny, a następnie owinąć ciało w ręcznik. Benoit położył obok niej Biblię, co było dowodem na to, że Chris mógł być niepoczytalny podczas dokonywania tego czynu. Samo zabójstwo było dość brutalne i według sekcji zwłok było podobne do typowej egzekucji przez uduszenie. Benoit wcisnął kolano w plecy Nancy i w tym samym czasie przełożył jej przez głowę ręcznik, za który ciągnął do czasu zgonu. Lekarze ustalili jednak, że Nancy chciała uciekać. Sekcja zwłok była bardziej utrudniona niż w dwóch innych przypadkach, ponieważ była pracownica WCW zginęła przynajmniej kilkanaście godzin wcześniej niż Chris i Daniel. W ciele Amerykanki odnaleziono alkohol, ale nie ma dowodów na to, że mąż chciał ją „uspokoić” przed dokonaniem zabójstwa.
Dzień później, o godzinie 15:30 najlepszy przyjaciel Kanadyjczyka, Chavo Guerrero otrzymał wiadomość głosową od Chrisa, że ten przez problemy z transportem nie pojawi się na zaplanowanym live evencie w Teksasie. Chavo stwierdził później, że głos Chrisa był jednak bardzo dziwny i zmęczony. Meksykanin wysłał sms-a koledze i ten kilkanaście minut później oddzwonił do niego. Stwierdził, że zmienił godzinę lotu w Delta Air Lines, a do tego ma problemy domowe, bowiem Nancy i Daniel zachorowali na zatrucie pokarmowe. Kanadyjczyk zakończył później słowami I love you (ang. Kocham cię). W niedzielę wysłane zostały kolejne wiadomości z telefonów Chrisa oraz Nancy. Większość z nich poinformowała współpracowników Benoit o jego adresie. Ostatnia za to mówiła, gdzie są schowane psy oraz że drzwi garażowe są otwarte. Policja stwierdziła później, że Kanadyjczyk poinformował najbliższych, jak mają wejść do domu, szukając zaginionych. Następnie Benoit zadzwonił do WWE, informując, że razem z żoną pojechał z synem do szpitala i poleci do Houston później samolotem. Tego samego dnia miał on walczyć z CM Punkiem na gali Vengeance, ale nigdy nie pojawił się na arenie.
Daniel Benoit był trzecim dzieckiem Chrisa Benoit (wcześniej doczekał się Dawida i Megan). Nancy nie miała innych dzieci ze swoimi wcześniejszymi partnerami. Chris przed dokonaniem drugiego zabójstwa uspokoił swojego syna Alprazolamem. Następnie ojciec udusił go, ale okazało się, że dziecko nie miało żadnych większych urazów. Dokładny czas śmierci nie jest znany, ale jego ciało było w mniejszym stanie rozkładu niż Nancy. Po całej sytuacji sugerowano, że Daniel cierpiał na zespół łamliwego chromosomu X. Właśnie to mogło być powodem konfliktów w domu. Być może ojciec podawał mu hormon wzrostu, bowiem na ramionach dziecka odnaleziono ślady po igle. Później jednak prokurator okręgowy wydał oświadczenie, że Daniel Benoit był w 100% zdrowy. Potwierdziła to także siostra, Nancy Benoit, więc nadal nie wiadomo, co było podawane Danielowi za pomocą igieł. Ojciec Daniela po dokonaniu zabójstwa położył obok ciała Biblię.
Chris Benoit po dokonaniu dwóch zabójstw popełnił samobójstwo we własnej siłowni, wieszając się na maszynie do podnoszenia ciężarów. To właśnie w takiej pozycji został on odnaleziony przez pierwsze osoby, które weszły na jego posiadłość. Sandra Toffoloni (siostra Nancy) rok temu poinformowała w audycji Chrisa Jericho, że w komputerze Kanadyjczyka odnalezione zostały strony internetowe, które mówiły, jak najszybciej złamać sobie kark.
WWE było bardzo zaniepokojone brakiem Chrisa Benoit na gali PPV. Do tego odczytano wiadomości, które Kanadyjczyk wysłał do m.in. Chavo Guerrero oraz Scotta Armstronga. Federacja poprosiła lokalną policję o sprawdzenie domu Chrisa. Po godzinie 16:00 federacja otrzymała informację, że w domu odnaleziono trzy ciała i od razu uznano go za miejsce zbrodni. Pierwotnie nie podejrzewano samobójstwa, ale z biegiem czasu wszystko zaczęło być oczywiste i prokuratura nie miała wielkich wątpliwości.

## Osiągnięcia
Catch Wrestling Association
- CWA World Tag Team Championship (1x)

Extreme Championship Wrestling
- ECW World Tag Team Championship (1x)

Universal Wrestling Association
- WWF Light Heavyweight Championship (1x)

New Japan Pro Wrestling
- IWGP Junior Heavyweight Championship (1x)

Pro Wrestling Illustrated
- PWI Feud of the Year (2004)
- PWI Match of the Year (2004)
- PWI Wrestler of the Year (2004)

World Championship Wrestling
- WCW United States Heavyweight Championship (2x)
- WCW World Heavyweight Championship (1x)
- WCW World Tag Team Championship (2x)
- WCW World Television Championship (3x)

World Wrestling Federation/World Wrestling Entertainment
- World Heavyweight Championship (WWE)(1x)
- WWE Tag Team Championship (1x)
- WWE United States Championship (3x)
- WWF/WWE Intercontinental Championship (4x)
- WWF/World Tag Team Championship (3x)
- Royal Rumble (2004)
- Twelfth Triple Crown Champion